# کیم چل هوان
کیم چل هوان (انگلیسی: Kim Chel-hwan؛ زادهٔ ۱۱ مهٔ ۱۹۷۱) بازیکن هاکی روی چمن اهل کره جنوبی است.